# Thank You for Your Love
Thank You for Your Love è un EP del gruppo musicale Antony and the Johnsons, pubblicato nel 2010.

## Tracce
1. Thank You for Your Love – 4:14
2. You Are the Treasure – 2:09
3. My Lord My Love – 3:14
4. Pressing On – 4:27 (testo: Bob Dylan)
5. Imagine – 4:39 (testo: John Lennon)
6. Thank You for Your Love (video) – 4:14